# Agaragar

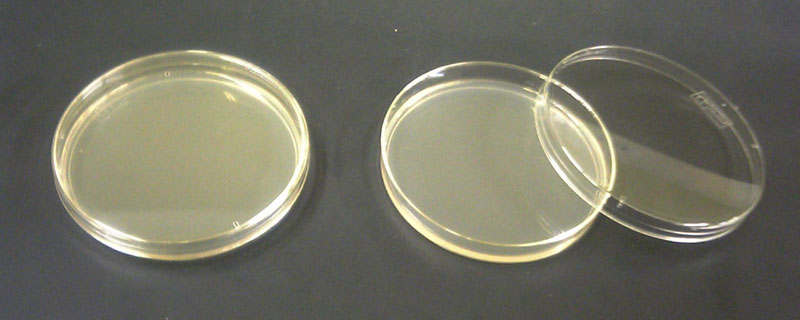
Baktériumok számára agaragar-táptalajt tartalmazó Petri-csészék

Az agaragar tengeri vörösmoszatokból nyert poliszacharid-keverék, sűrítő- és gélképző anyagnak használják. Élelmiszer-adalékanyagként jele (E406).
Főleg D-galaktóz cukormolekulákból felépülő hidrofil kolloid poliszacharid. A mikrobiológiai táptalajok leggyakoribb alapanyaga, de étkezési, kozmetikai és egyéb célokra is használják. Rendszerint vékony, lemezes, agglutinálódott csíkokból álló kötegek formájában vagy porrá őrölve kapható. Forró vízben való feloldás (a táptalajkészítésnél meghatározott ideig tartó főzés) után lehűtve sárgás vagy színtelen, szagtalan vagy enyhén jellegzetes szagú kocsonyaként szilárdul meg.
Az agaragar maláj eredetű szó, jelentése kocsonya.

## Mikrobiológiai felhasználása
Az agaragart világszerte baktériumok és gombák táptalajaként alkalmazzák. Bár a mikroorganizmusok kevesebb mint 1%-a tenyészthető sikeresen tiszta agaragar táptalajon, ezek azok a mikroorganizmusok, melyeknek ismertek a szükségleteik. Többféle agaragar táptalaj létezik, általában mikroorganizmus-specifikus összetétellel (például az Escherichia coli O157:H7 törzse bárányvért tartalmazó táptalajon tenyészthető).

### Szelektív anyag
A szelektív tulajdonságú agaragar táptalaj a mikroorganizmusok szétválasztására alkalmas (pl. sótűrő, Gram-pozitív vagy Gram-negatív baktériumok szétválasztására)

### Megkülönböztető anyag
A megkülönböztető tulajdonságú agaragar táptalaj színváltozással jelzi egyes specifikus fajták jelenlétét.

## Felhasználása

### Molekuláris biológia
Az agaragar egy heterogén poliszacharid-keverék: agarózból és agaropektinből áll. Már mindkét vegyületnek galaktózból álló vázszerkezete van, az agaropektinben savas mellékcsoportok (szulfátok és piroszőlősav) találhatók. Az agaróz a fehérjékkel semleges töltése, valamint kémiai komplexitásának egyszerűsége miatt nehezebben lép reakcióba. A tisztított agarózból készült gél rendkívül jól használható nagy molekulák (200 kilodaltonnál nagyobb fehérjék, vagy fehérje komplexek, vagy 100 bázispárnál többet tartalmazó DNS-fragmentumok) esetében a molekulák méret szerinti szétválasztásához. Elektroforézis-gélként, valamint kromatográfiás szűrőként egyaránt alkalmazzák.

### Élelmiszer-adalékanyag
Az agaragar egy sárgásfehér, félig áttetsző zselés anyag. Élelmiszerekben sűrítőanyagként, zselésítő anyagként, stabilizálószerként alkalmazzák E406 néven. Előfordulhat ételzselékben, lekvárokban, aszpikban, cukrászipari termékekben.
80% rosttartalommal rendelkezik, így táplálékkiegészítőként emésztési rendellenességek ellen is alkalmazzák. Emésztést követően vizet szív magába, ettől nő a telítettség érzése. Kellemetlen mellékhatásként puffadás is létrejöhet, ezen kívül nincs ismert mellékhatása.

### Növénybiológia
Vitaminokat, és egyéb ásványi anyagokat tartalmazó agaragar kitűnő steril táptalaj növények csíráztatásához.

### Egyéb
Elektrokémiai alkalmazásként sóhidakat alkotnak belőle.
Hangyafarmokban homok helyettesítésére előszeretettel alkalmazzák átlátszósága, és tápértéke miatt.

## Lásd még
- A VIII. Magyar Gyógyszerkönyvben  Agar     néven hivatalos.
- Alginsav
- Karragén
- E-számok